# ヤズデギルド3世
ヤズデギルド3世（624年？ - 651年）はサーサーン朝最後の皇帝（在位:632年 - 651年）。シャフリヤールの息子であり、ホスロー2世の孫にあたる。
若年で即位したヤズデギルド3世は、権威に欠け、名目上の君主として君臨した。その実権は、内戦に没頭した軍事指揮官や廷臣、貴族らの手にあった。サーサーン朝は内戦により弱体化し、東の突厥や西のハザールからの侵入を招いた。結果として、ヤズデギルド3世は正統カリフ時代のイスラーム教徒による侵略を食い止めることができず、治世の大半において、帝国内の州を転々と逃亡した。651年にヤズデギルド3世はメルヴ近郊で小麦粉挽き屋の手によって暗殺され、この暗殺事件を以て約400年間にわたった、イスラーム浸透以前最後のイラン人帝国であるサーサーン朝は滅亡した。

## 名前
ヤズデギルド（Yazdegerd）という名前は、古代ペルシア語の「yazad/yazata」（神聖な存在の意）と「-karta」（作られた）の複合語であり、「神によって作られた」という意味を表している。イラン語の「Bagkart」や、ギリシャ語の「テオクティストス（Theoktistos）」などと似た意味を持つ。ヤズデギルドの表記は他の言語において、パフラヴィー語 :Yazdekert、新ペルシア語 :Yazd(e)gerd、シリア語 :Yazdegerd、Izdegerd、Yazdeger、アルメニア語 :Yazdkert、タルムード :Izdeger、Azger、アラビア語 :Yazdeijerd、ギリシア語 :Isdigerdesのように転写される。

## 背景
ヤズデギルドは、サーサーン朝のシャーハンシャー（皇帝）ホスロー2世とその愛妾シーリーンの子シャフリヤールの息子であったとされる。628年、ホスロー2世が実子のシェーローエ（カワード2世）によって廃位され、ホスロー2世とともにその息子たち（カワード2世の兄弟にあたる）を処刑した。この際に、シャフリヤールも処刑された。サーサーン家の男子を皆殺しにするという決断は、帝国に大打撃を与え、ついにそこから回復することはなかった。さらに、ホスロー2世の死後、4年間にわたって続いた内戦を経て、サーサーン朝の没落は頂点に達し、有力な貴族たちが軍閥化していた。ペルシア系貴族（ペルシグ派）とパルティア系貴族（パフラブ派）の敵対関係も再燃し、国家の富は二分された。
カワード2世の即位から数ヵ月後、シェーローエの疫病と呼ばれる壊滅的な疫病が、サーサーン朝西部諸州で流行し、カワード2世を含む人口の半数が死亡した。8歳の息子アルダシール3世が後を継いだが、2年後にはミフラーン家のシャフルバラーズに殺され、シャフルバラーズが即位した。しかし、その40日後にはパフラブ派を率いるファッロフ・ホルミズドのクーデターで殺害され、ホスロー2世の娘ボーラーンが即位した。ボーラーンは同年のうちに退位させられ、631年に再びボーラーンが君主となるまで、次々と新たな国王が即位した。632年に、ボーラーンはペルシグ派を率いるペーローズ・ホスローによって殺害された。帝国内最大の権力者であるロスタム・ファッロフザードとペーローズ・ホスローは、配下たちの要求もあって、最終的に両派が協力することとし、ヤズデギルド3世を皇位に就け、内戦を終わらせた。内戦の間、ヤズデギルド3世が身を隠していたイスタフルの
アナヒーター神殿で戴冠式を挙行した。サーサーン朝の初代皇帝アルダシール1世も同地で戴冠式を行っており、ヤズデギルド3世の戴冠式は帝国の再興への期待があったことがわかる。ヤズデギルド3世はサーサーン家のほぼ最後の生き残りであった。後世のアラビア語資料では、即位時点でのヤズデギルド3世の年齢の記述は異なるが、ほとんどの学者は8歳であったと考えている。

## 治世

### 帝国の現状

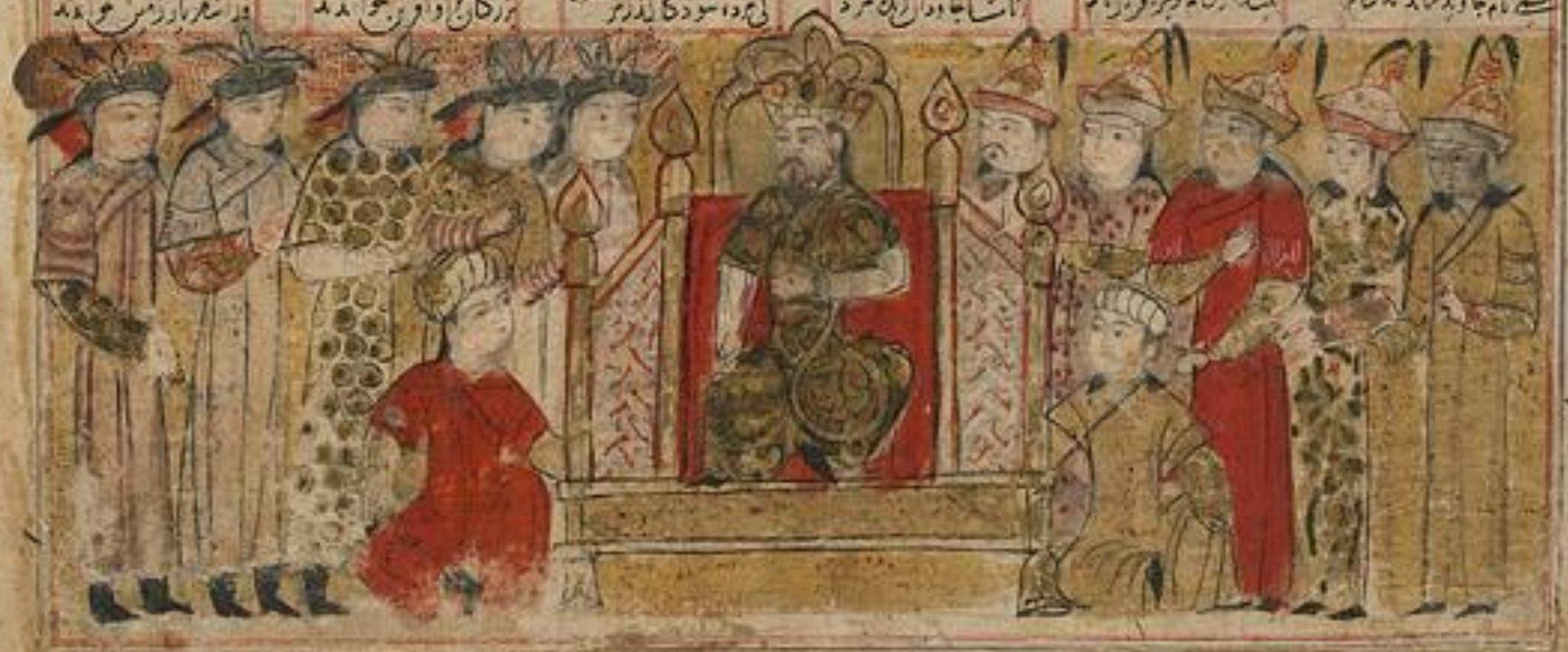
14世紀に描かれたシャー・ナーメの挿絵。ヤズデギルド3世の戴冠式を描写している。なお、ヤズデギルドを成人として描いているが、実際は若年のうちに即位している。

サーサーン朝は軍事司令官や廷臣、有力貴族たちの絶え間ない内紛が起こり、急速に崩壊しつつあった。しかし、ヤズデギルド3世には広大な版図を持つ帝国に安定をもたらすはどの実権がなかった。多くの帝国内の総督たちは独立を宣言し、独自の王国を築いた。マズーンやイエメンの総督は、628年から632年にわたる内戦中に独立を宣言しており、アラビア半島におけるサーサーン朝の支配は瓦解し、イスラームの旗下で統一された。イラン学者のKhodadad Rezakhaniは、628年のホスロー2世の処刑ののちに、サーサーン朝は領土の多くを失った可能性が高いと主張している。
Touraj Daryaeeは、アルサケス朝が崩壊する以前の、パルティアの封建制度に似た体制へ移行し始めたと表現している。ヤズデギルド3世は「ペルシグ派」と「パフラブ派」の両派から正当な君主として認められていたものの、帝国全土に支配権が及んでいたわけではなかった。確かに、ヤズデギルド3世の統治の初年には、パールス、サカスターン、フーゼスターンなどでのみ硬貨が鋳造されていて、その領域はペルシグ派の拠点となった帝国南西部(Xwarwarān)と南東部(Nēmrōz)地域とおおよそ一致している。一方主に帝国北部に根拠地を置くパフラブ派は、ヤズデギルド3世の硬貨の鋳造を拒絶している。帝国北部においても、ヤズデギルド3世の統治権は盤石ではなく、636年ごろまでフーゼスタンのスーサで、王位請求者のホスロー4世が独自の硬貨を鋳造していた。Rezakhaniによると、ヤズデギルド3世は首都クテシフォンを含む、メソポタミア地方を支配できていなかったようである。Rezakhaniは陰謀を企てる貴族たちやクテシフォンの臣民たちは、「ヤズデギルド3世が首都に訪れた際、それほど好評でも熱心でもなかった」と主張している。
帝国東部からは突厥、西部からはハザールがアルメニアやアードゥルバーダガーンなどに侵攻するなど、サーサーン朝は国境付近で進行を受けていた。サーサーン朝の軍部は、東ローマ帝国との戦争やその後の内戦によってひどく弱体化し、帝国自体も非常に混沌とした状態となり、「ペルシア人は帝国（サーサーン朝）に滅亡が差し迫っていることを公言するようになり、自然災害にその兆候を見出だす」ほどとなった。

### 初期のイスラーム教徒アラブ人との衝突

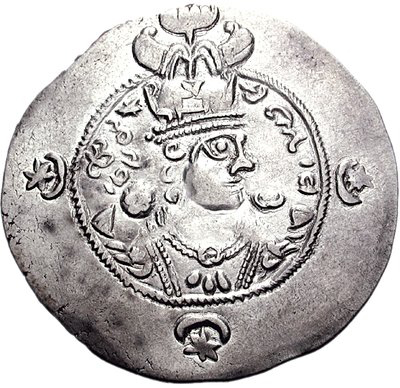
ヤズデギルド3世のドラクマ硬貨。若年のヤズデギルド3世をモチーフとしているため、ひげを生やしていない。

633年頃から、ハーリド・イブン・アル＝ワリード率いるイスラーム教徒アラブ人が、西部国境を侵犯するようになった。サーサーン朝は、アルダシール3世時代の大宰相でイスパフベダーン家のマーフ・アードゥル・グシュナスプの息子、カワードとアノーシャガーンを派遣し、イスパフベダーン家の私兵に頼って状況の打開を図った。両軍は鎖の戦いで激突し、サーサーン朝軍は総督ホルミズドが戦死する大敗を喫した。次いでイスパフベダーン家の両将軍に、カーレーン家の将軍を増援として派遣したが、サーサーン朝は川の戦いでも敗れ、三人の将軍はみな戦死した。その後も、地主出身のアンダルザーガルとペーローズ・ホスローの側近バフマン・ジャーダゴーブがサーサーン朝軍を率いたワラジャの戦い、アラブ人キリスト教徒を主とするウライスの戦いなどで各個撃破され、まもなく同年5月までには、ラフム朝がかつて置かれた重要拠点ヒーラも占領された（ヒーラの戦い）。
ヒーラの陥落ののちには、ヤズデギルド3世もイスラーム教徒に注意を払うようになった。ハーリド・イブン・アル＝ワリードが対ビザンツ帝国に動員され戦線が膠着したため、ヒーラの奪還を求めてヴィスタムの息子ティールーヤとヴィンドゥーヤ、マーフ・アードゥル・グシュナスプの弟のナルセとイスパフベダーン家出身の3人を派遣した。ロスタム・ファッロフザードは、バフマン・ジャーダゴーブとアルメニア人のJalinus率いる軍隊を新たに派遣した。ロスタムはバフマンにこっそりと「Jalinusが負けるようなことがあって帰還してくるならば、首を刎ねよ」と伝え、援軍に派遣したとされている。バフマンらの増援が到着する前に戦端を開いたため、カシュカルの戦いではまたもやサーサーン朝軍は敗北した。その後バフマンたちはかろうじて橋の戦いで勝利を収めた。
635年、ペーローズ・ホスローは東ローマ帝国との同盟を画策し、イスラーム教徒から打撃を受けていた東ローマ帝国はこれを受諾した。ところが、東ローマ皇帝ヘラクレイオスは直接戦闘に参加しなかったものの、ヤルムークの戦いで東ローマ帝国軍はハーリド・イブン・アル＝ワリード率いるイスラーム教徒軍に完敗し、シリアを喪失した。
636年、ヤズデギルド3世はロスタム・ファッロフザードにイスラーム教徒のアラブ人軍を鎮圧するよう命じ、「今日、あなたはイラン人の中で（最も著名な）者である。アルダシール1世の家系が権力を握って以来、イラン人はこのような状況に直面したことはないだろう。」と告げた。その後、使者団がヤズデギルド3世のもとを訪れ、ロスタムを解任して、新たに民衆の奮起を促させるような人物を後任に据えるように再考せよと要請した。
ヤズデギルド3世は、ロスタムにカーディスィーヤに駐屯していたアラブ軍の状況についての意見を求めた。ロスタム・ファッロフザードは、アラブ軍は「狼の群れであり、無防備な羊飼いを襲い抹殺するもの」と答えたと述べた。対して、ヤズデギルド3世は以下のように答えた。
| 「 | そのようなことはない。アラブ人とペルシア人は、鳥たちが夜通し山の麓に隠れているとして、その鳥たちとその山を眺める鷲に比類する。朝になると、鳥たちは辺りを見回し、鷲が自分たちを見ていることに気づくのだ。一羽でも他の鳥から離れてしまうと、鷲はその鳥を捕まえるだろう。鳥たちにとって最悪の事態は、一羽を残して全員が逃げ出すことであろう。 | 」 |

### 最後の抵抗

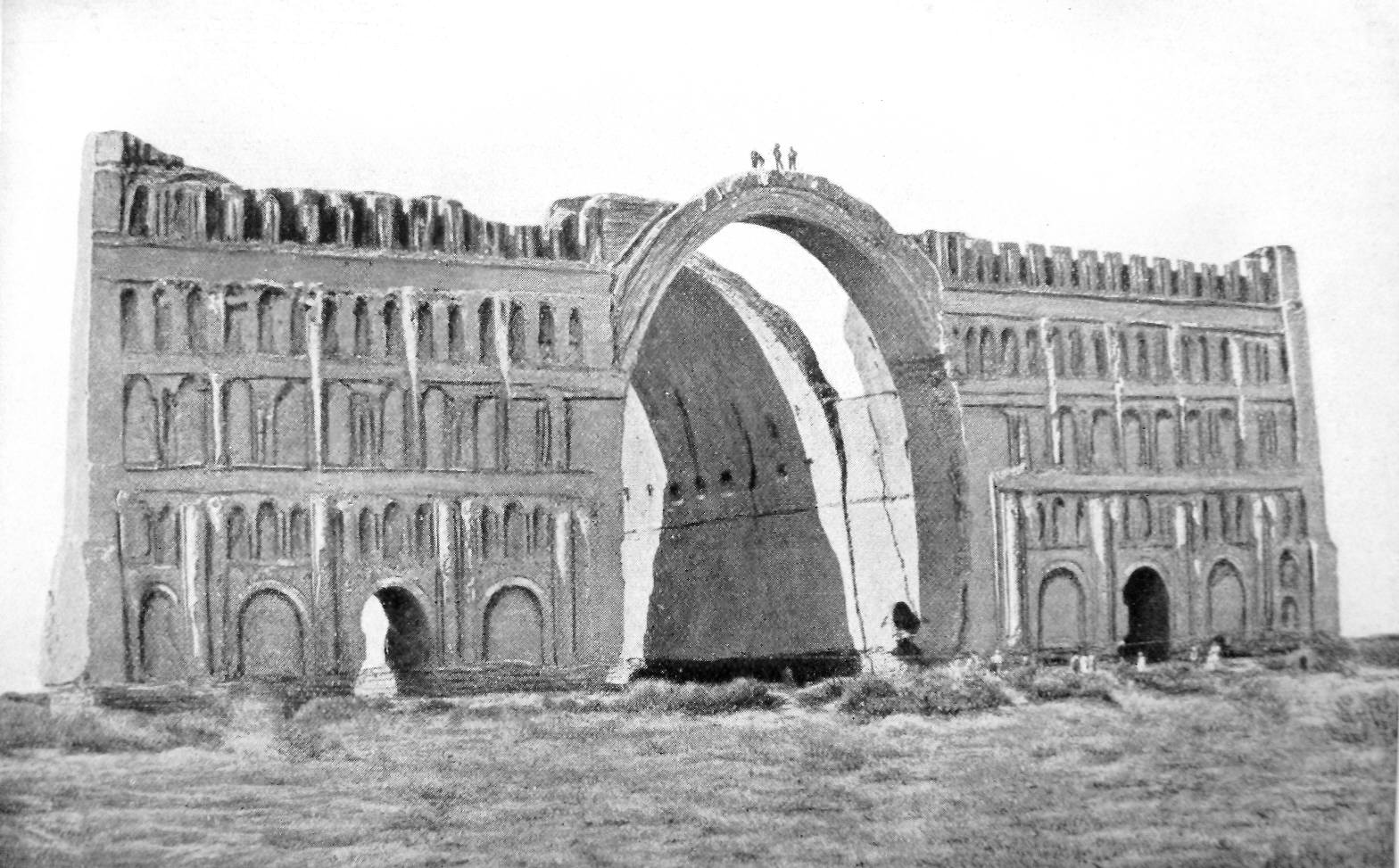
サーサーン朝の首都クテシフォンに存在したターク・イ・キスラ（宮殿の遺構）。クテシフォンは商業的な中心地として栄え、テルチウス・チャンドラーによれば、570年頃から622年頃まで世界最大の人口を抱える都市であった。

しかしながら、636年の11月16日から19日にかけて起こったカーディシーヤの戦いでサーサーン朝軍は壊滅的な惨敗にあった。総大将となったロスタム・ファッロフザードをはじめとして、バフマン・ジャーダゴーブ、Jalinus、アルメニアの二人の王子、Grigor II Novirakとムッシェグ3世・マミコニアンらが戦死した。大した抵抗にあわないまま、アラブ軍はサーサーン朝の首都クテシフォンに向けて進軍した。ヤズデギルド3世は、財宝を携えて、1,000人の家臣と共にメディアのフルワーンへ逃亡した。クテシフォンの防衛はロスタム・ファッロフザードの弟ファッルフザードに委ねられた。637年の1月から3月にかけてアラブ軍は都市クテシフォンの西部（ブェフ・アルダシール）を包囲し、ファッルフザード率いるサーサーン朝軍は、ゲリラ戦をも駆使しながら徹底抗戦したが、その陥落とともにクテシフォンは占領された。カーディシーヤの戦いにおけるサーサーン朝の敗北は、アラブ軍のイラン侵攻の転換点の一つと評されることもあった。イラン軍にとって、絶え間ない派閥争いは当然の破滅へとつながりうることを意識させる警鐘となった。タバリーはこの点を強調し、クテシフォンの陥落の後、「人々は…まさに別々の道を歩もうとしており、互いに扇動し始めた。『今人びとが四散すれば、二度と再び結集することはないだろう。ここは我々を別々の方向へ導く場所だ』」と著している。
637年4月、アラブ軍はBattle of Jalulaで、また別のサーサーン朝軍を破っている。この敗北に続いて、ヤズデギルド3世はメディアの奥深くに逃亡した。ヤズデギルド3世はクテシフォンの奪還とイスラーム教徒の更なる侵攻の阻止を目指して新たに軍隊を起こし、ニハーヴァンドに派遣した。ヤズデギルド3世が新たに派遣した大軍を甚大な脅威と見た、正統カリフのウマルはアル＝ヌーマーン・イブン・ムクリン指揮下のバスラ軍とクーファ軍を統合し、さらにシリア軍とオマーン軍を援軍に加え、サーサーン朝へ対抗した。642年に起こったニハーヴァンドの戦いは、数日にわたって繰り広げられていたとされる。アラビア語資料によれば、「サーサーン朝軍10万対イスラーム教徒3万」という大規模な戦いは、両軍ともに甚大な被害を出し、アル＝ヌーマーン・イブン・ムクリンやサーサーン朝の将軍マルダーンシャー、ペーローズ・ホスローが戦死した。ニハーヴァンドの戦いは、カーディシーヤの戦いに続いて、サーサーン朝にとって2度目の軍事的な大災厄となった。この戦いで、サーサーン朝の直轄軍が解体され、以降組織的な抵抗を試みることはなかった。

### 逃亡

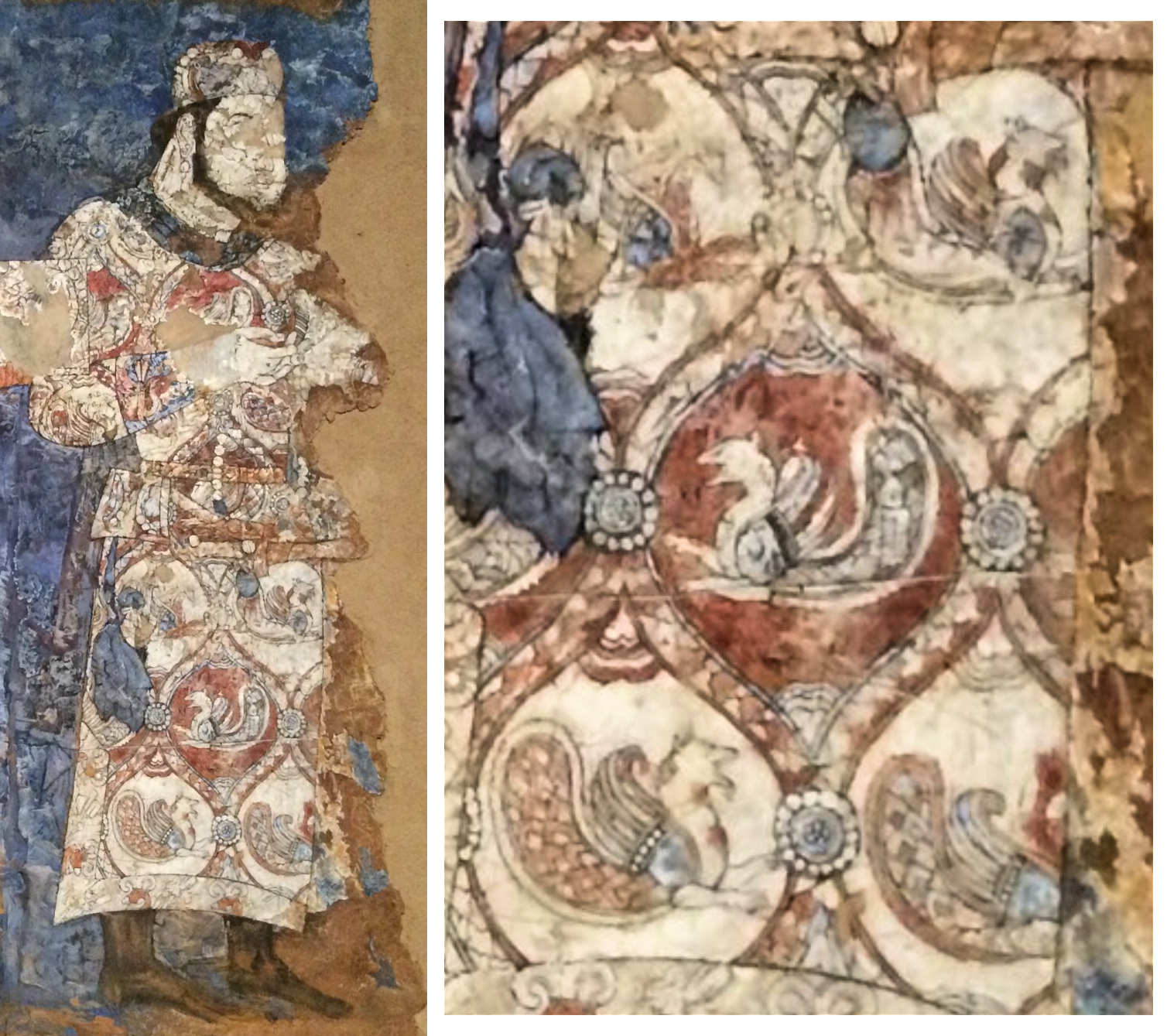
648年から651年ころにサマルカンドの王バルフマンの宮廷を訪れたとされる異邦人は、右図のようにシームルグの図像があしらわれた豪華な衣装を身にまとっており、ヤズデギルド3世ではないかと推測されている。アフラシアブの壁画、648年から651年ころ

ニハーヴァンドの戦いの後、ヤズデギルド3世はエスファハーンに逃亡し、アラブ人に財産を奪われた将軍Siyahの指揮する小規模な軍隊を起こした。しかし、SiyahやSiyahの率いる軍は、居住の地の見返りにヤズデギルド3世に対して反乱を起こし、アラブ人を助けた。 一方、ヤズデギルドはエスタフルに逃亡し、パールス州を拠点として、抵抗を試みた。しかし650年に、バスラの総督アブド・アッラー・イブン・アミールがパールスに侵攻し、ペルシア人の抵抗に終止符を打った（イスラーム教徒のパールス征服）。侵攻後にはエスタフルは廃墟と化し、多くのペルシア貴族なども含め4万人の防衛軍の兵士が殺された。アラブ人によるパールス州の征服ののち、アラブ軍に追われながらも吹雪の中で追っ手を振り払い、キルマーン州に逃亡した。
キルマーンに到着したものの、ヤズデギルドはキルマーンのマルズバーン（辺境伯に相当する、国境に面する州の総督）と不和になり、さらにサカスターン州へと逃亡した。なお、このキルーマンのマルズバーンは、また別のバスラ軍によって打ち負かされ殺されている。サカスターン州でも、ヤズデギルド3世がサカスターンの総督に税金を要求したため、サカスターンの総督からの支援を失った。次にヤズデギルド3世は、突厥の支援を受けるため、メルブ（今日のトルクメニスタン）へと向かった。しかし、ヤズデギルドがホラーサーンに到着すると、ホラーサーンの人々は、抵抗を続けるというヤズデギルド3世の決断に賛同せず、むしろアラブ人と和平を結ぶべきだと諭したが、ヤズデギルドはこれを拒んだ。このサカスターンの土地も、650年から652年にかけての戦争の結果、アラブ軍に占領された（イスラーム教徒のホラーサーン征服）。ヤズデギルド3世はチャガニヤン国の支援もまた受けており、アラブ人に対抗するための軍隊も派遣されている。メルブに到着すると、再びメルブのマルズバーンに税金を要求し、またもやマルズバーンからの支援を失ってしまう。メルブのマルズバーンは、エフタル人で、バードギースの支配者Nezak Tarkanと同盟を組み、ヤズデギルドとその従者を打ち負かした。

#### 唐の支援

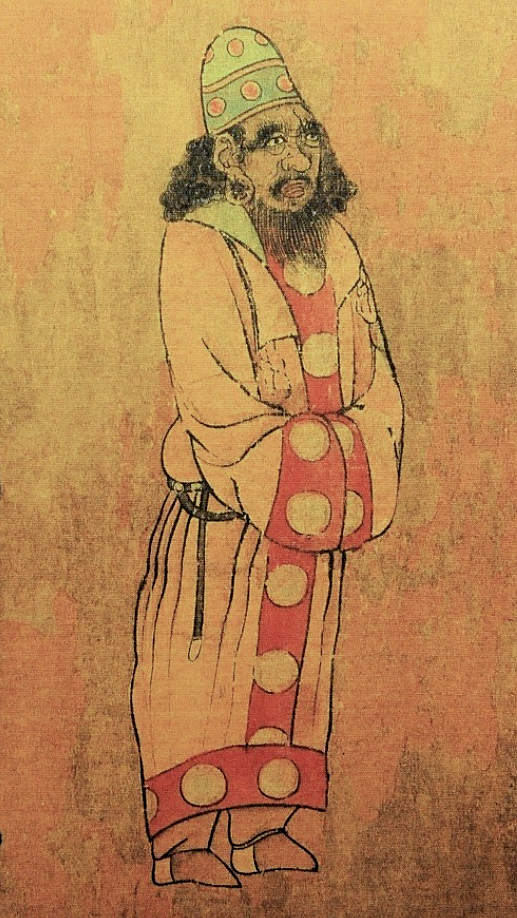
ペルシア（波斯國、サーサーン朝ペルシア）の使節が、唐の宮廷に訪れる様子。（王会図）、650年ごろ

イスラーム教徒アラブ人からの猛攻のために、638年にヤズデギルド3世は、唐へ支援を求める使者を派遣しているが、何も成果を得られなかったようである。そのため、639年には、「貢物を送る」ために再び使者を派遣した。さらなる連敗を重ねたヤズデギルド3世は、「新たな軍隊を編成する希望を抱いて、中国からの支援を求める」ために、647年と648年に再び使者を派遣した。唐から何らかの形での支援があったのは、ヤズデギルド3世の息子ペーローズ3世が654年と661年に使者を派遣した後、661年になってからのことである。

### 死
敗北後、ヤズデギルド3世はメルブ近郊の水車小屋に避難したが、651年に粉ひき屋に殺害された。食事の際、ヤズデギルド3世はバルソムの聖枝を用いてヴァージュの儀式をおこなったために、身分の高さを見破られたとされる。Kiaによれば、粉ひき屋はヤズデギルドが所持していた宝石を手に入れるため、殺害したとされているが、The Cambridge History of Iranでは、粉ひき屋はマーホーエー・スーリーの息がかかったものであったとされている。
マーホーエーは粉ひき屋にヤズデギルド3世の首を取るよう命じ、もし仮に失敗すると、粉ひき屋自身と血縁の者の首を取るとした。彼の長たちはこれを聞きつけると、抗議の声を上げ、ラドゥイという名のモウベドは、王や預言者を殺すことは自身のみならず子にまでも災厄をもたらすだろうと告げ、Hormuzd Kharad Shehranという名の聖人やMehronushもその言葉を支持した。粉屋は不本意ながらも屋内に入り、短剣でヤズデギルド3世の胴体を突き刺した。マーホーエー配下の騎兵は皆マーホーエーの元へ向かい、衣服や装飾品を剥ぎ取り、地べたに置き去りにした。貴族たちは皆、マーホーエーを呪い、同じ終末を迎えるように願った。—フェルドウスィーが物語るヤズデギルド3世の死（シャー・ナーメより）
いずれにせよ、ヤズデギルド3世の死はサーサーン朝の終焉を意味し、アラブ人のイラン征服はさらに容易なものとなった。ホラーサーン地方全土も間もなくアラブ人に征服され、トランスオクシアナ征服の拠点として活用した。こうして、ヤズデギルドの死は、400年以上続いたエーラーン帝国の終焉もまた意味することとなった。一世代前にはエジプトや小アジアを征服し、コンスタンティノープルの眼前にまで勢力を広げた帝国は、小競り合いや砂漠での戦闘に慣れた軽装備のアラブ軍に屈した。サーサーン朝の（重）騎兵は動きが鈍く、組織化されていたので、ついにはアラブ人を制止することができなかった。ホラーサーンやトランスオクシアナから軽装備のアラブ人または東イラン人の傭兵を雇った方がはるかに効果的であっただろうと評価されている。また、東ローマ帝国との戦争では、重装騎兵の貴族たちの間で、身代金と引き換えで助命交渉を行うという暗黙の了解があったのに対して、作法を知らないアラブ人たちは落馬した騎兵たちを殺したことも連敗の一因とされている。
伝承では、ヤズデギルド3世はキリスト教の修道士たちの手によって、絹と麝香で飾られた庭園に築かれた背の高い墓に埋葬されたようである。ヤズデギルド3世の葬儀とメルヴ近郊でのマウソレウムの建立は、祖母シーリーンがキリスト教徒であったために、ネストリウス派の司教エリヤ（Elijah）が執り行っている。マーホーエーはサーサーン朝の皇帝暗殺に関与したとして、トルコ人によって腕や脚、耳、鼻を切り落とされたうえで、真夏の灼熱の太陽の下で死ぬまで放置された。さらにその遺体は、3人の息子の遺体と共に火あぶりにされた。
修道士たちはマーホーエーを呪い、ヤズデギルド3世に賛美歌を捧げ、「闘志盛んな」王と「アルダシール1世以来の家」の衰亡を嘆いた。この真偽はともかく、帝国内のキリスト教徒たちが、ゾロアスター教を国教としたサーサーン朝に忠誠を誓い続けたことを象徴する話であり、ヤズデギルド3世を見捨てたイラン人貴族よりもキリスト教徒の方が忠誠心が強かったかもしれない。実際に、キリスト教徒を重用していたホスロー2世をはじめとして、サーサーン朝後期の皇帝たちはキリスト教徒の間には密接な関係を築いており、初期に比べるとキリスト教徒の処遇は大きく改善されていた。ホスロー2世統治下でのサーサーン朝では、ゾロアスター教徒の人口に対して、キリスト教徒の人口が大幅に伸長していた。民間伝承によると、ヤズデギルド3世の妻はキリスト教徒であり、息子で後継者となったペーローズ3世もまたキリスト教徒であったと考えられており、亡命先の唐では教会を建てさせている。ヤズデギルド3世は「殉教した」君主として歴史に名を残したため、後にイスラム教下のイランにおいて多くの君主がヤズデギルド3世の子孫であると自称している。

## 死後の影響
マスウーディーによると、ヤズデギルドには長男バハラーム7世と次男ペーローズ3世、ほかに娘が3人いたとされる。そのうちペーローズ3世の事績は、旧唐書や新唐書など中国の書物に記載がある。唐は「疾陵城」（現在のザーボル）に「波斯都督府」（ペルシア都督府）を置き、ペーローズは都督に任命されている。のちにペーローズ3世が長安に亡命すると、「右武衛将軍」に任命され、679年に長安で死去した。同年には裴行倹率いる唐軍がペーローズ3世の息子、ナルシエフをサーサーン朝の王位に復帰させるため、ナルシエフを随行しペルシアに向かって進軍したが、トハリスタンで進軍をやめ、代わりに西突厥の可汗阿史那都支の侵攻を撃退したため、ナルシエフは単身でバクトリア地方へ赴きその後の20年間イスラーム教徒のアラブ人と戦かった。転戦ののち長安へ帰還すると、ほどなくして病没し、サーサーン朝の正当な後継は途絶えた。
伝承によれば、ヤズデギルド3世の娘シャフルバーヌー（国の婦人の意）は、シーア派の3番目のイマーム、フサイン・イブン・アリーと結婚し、二人の間には第4代イマームアリー・ザイヌルアービディーンが生まれたとされている。以降のイマームはアリーの血統を引き継いでいることから、伝承を信用するならば、イマームには預言者ムハンマドだけでなく、サーサーン朝の皇帝の血を引いていることとなる。この伝承もまた、イラン人がシーア派を信奉する一因となったとされている。

## 人柄
ヤズデギルドは教養深い人間であったとされるが、同時に傲慢さや自尊心を持っていて、さらに自らの要求と現実を比較する能力が欠如していたため、帝国各地の総督たちとの間に不和を生み、アラブ人に追われながら転々とする中で皇帝としての影響力を失っていった。逃亡先でもヤズデギルド3世は、敵から逃亡し続ける亡命者ではなく、依然として全能の君主であるかのように振る舞い、この傲慢な態度に加えて軍事的な失敗もあり、多くの臣下たちの離反を招いたと評されている。

## ヤズデギルド暦
現在も使用されているゾロアスター教の暦は、ヤズデギルド3世の即位紀元を基準年としており、Y.Z.という接尾辞を付けて表記されている。フレグが編纂を命じたイルハン天文表では、ヤズデギルド暦を含む数種類の暦が扱われている。
ゾロアスター教の信者はヤズデギルド3世の死を以てゾロアスターの千年紀が終わり、新たな千年紀が始まったとしている。